# Jesús Gil
Jesús Gil y Gil (* 11. März 1933 in El Burgo de Osma, Provinz Soria; † 14. Mai 2004 in Madrid) war ein spanischer Politiker und Unternehmer.
Gil stand dem spanischen Traditions-Fußballklub Atlético Madrid zwischen dem 26. Juni 1987 und dem 28. Mai 2003 insgesamt 16 Jahre vor. Erst im Alter von 70 Jahren trat er vom Präsidentenamt zurück. Die für Gil typische Begründung: „Ich bin jetzt 70 Jahre alt, und es gibt so viele Dilettanten, die mich kritisiert haben. Das muss ich mir nicht mehr antun.“ Die Aktienmehrheit am Verein hielt er aber bis zu seinem Tod.
Unter Gils Führung gewann Atlético Madrid im Jahre 1996 die spanische Meisterschaft und den Pokal. 2000 stieg der Verein aber erstmals nach mehr als 66 Jahren in die zweite Liga, die Segunda División, ab.
Erst im Jahr 2002 kehrte Atlético in die Primera División, die erste spanische Fußballliga, zurück. Im April 2002 musste Gil eine Woche in Untersuchungshaft verbringen, da ihm vorgeworfen wurde, in seiner zehnjährigen Amtszeit als Bürgermeister von Marbella – seine Partei Grupo Independiente Liberal hatte 1991 die absolute Mehrheit in den Kommunalwahlen erhalten – 26 Millionen Euro veruntreut zu haben. Gegen die Zahlung einer Kaution in Höhe von 700.000 Euro kam er damals frei.
Als Bürgermeister von Marbella war er zwar für einen Bau- und Investitionsboom in der Stadt verantwortlich, löste dabei aber heftige Kontroversen wegen massiver Umgehung von Umweltschutzbestimmungen aus.
Auch während seiner Amtszeit als Atlético-Chef, in der 26 Trainer vorzeitig ihren Posten räumen mussten, hatte Gil oft Ärger mit der Justiz und sorgte durch seine zahlreichen Eskapaden immer wieder für Schlagzeilen.
Am 8. Mai 2004 erlitt Gil einen Gehirnschlag und musste bis zu seinem Tod – im Alter von 71 Jahren – künstlich beatmet werden. Der bereits länger unter Bluthochdruck leidende Gil war seit Anfang 2003 auf einen Herzschrittmacher angewiesen und starb am 14. Mai 2004 in der CEMTRO-Klinik von Madrid an den Folgen eines Schlaganfalls. Die Aufbahrung erfolgte im Vicente-Calderón-Stadion. Er ist, in eine Atletico-Fahne eingehüllt, auf dem Stadtfriedhof Almudena beerdigt. Sein Sohn Miguel Ángel ist weiterhin Generaldirektor des Klubs.
Eine (wahre) Anekdote, die seinen exzentrischen Lebensstil demonstriert, führt auf seinen Kauf eines Flugzeugträgers zurück. Auf die Frage eines Reporters, warum er sich denn das ausrangierte Schiff gekauft habe, antwortete er: „Weil ich noch keinen hatte.“